# Język demta
Język demta, także: sowari, muris – język papuaski z grupy sentani, używany w prowincji Papua w Indonezji. Według danych z 2000 r. posługuje się nim 1300 osób.
Do obszaru tego języka zaliczono wsie: Ambora, Muris Besar, Muris Kecil i Yougafsa (na północnym wybrzeżu). Odnotowano spadek jego użycia; dostępne dane sugerują, że znajduje się na skraju wymarcia. Społeczność posługuje się także językiem indonezyjskim i malajskim papuaskim.
Demta tworzy samodzielną gałąź rodziny sentani (nie należy do grupy języków sentani właściwych). Języki sentani zostały próbnie połączone z językami wschodniej Ptasiej Głowy (East Bird's Head) oraz językami burmeso i tause, w ramach rozszerzonej rodziny języków zachodniopapuaskich.